# 남고진 사적비
남고진 사적비(南固鎭 史跡碑)는 대한민국 전북특별자치도 전주시 완산구 동서학동 산228에 있는 조선시대의 사적비이다. 2009년 10월 30일 전주시의 향토문화유산 제2호로 지정되었다.

## 개요
이 비석은 남고산성의 축성경위와 남고진 설치에 관한 기록으로 1846년(헌종 12)에 세워졌다. 비신의 높이는 132cm, 폭은 54cm, 두깨는 26cm이며 비석의 글씨는 창안 이삼만이 썼다고 전해진다.
비문의 내용은 다음과 같다. 남고산성은 견훤의 옛 성터였으며, 임진왜란 때 소모사(召募使) 이정란(李廷鸞)이 수성하여 왜적을 물리쳤다. 이후 1734년(영조 10)에 관찰사 조현명(趙顯命)이 성을 복구하려다 그 뜻을 이루지 못하였다. 그러다가 1811년(순조 11) 관찰사 이상황(李相璜)이 부노(府老)들과 더불어 성을 다시 수축하기 시작하여 그 이듬해인 1812년에 남고산성이 완성되었다는 내용이 기록되어 있다.

## 같이 보기
- 전주 남고산성

## 참고 자료
- 남고진 사적비 - 전주시 문화관광